# Heptathela cipingensis
Heptathela cipingensis är en spindelart som först beskrevs av Wang 1989.  Heptathela cipingensis ingår i släktet Heptathela och familjen ledspindlar. Inga underarter finns listade i Catalogue of Life.